# Grep
 (septembre 2012).
Si vous disposez d'ouvrages ou d'articles de référence ou si vous connaissez des sites web de qualité traitant du thème abordé ici, merci de compléter l'article en donnant les références utiles à sa vérifiabilité et en les liant à la section « Notes et références ».
Pour les articles homonymes, voir GREP.
Pour l’article ayant un titre homophone, voir Grep (géologie).
grep est un programme en ligne de commande de recherche de chaînes de caractères, initialement écrit pour UNIX par Ken Thompson, puis amélioré par l'utilisation de l'algorithme d'Aho-Corasick.
Il existe de nombreuses implémentations de grep sur différents systèmes, en particulier sous tous les systèmes de type UNIX. Une des implémentations les plus répandues est GNU grep.

## Origine du nom
Historiquement, le nom provient de l'une des commandes de l'éditeur de texte ed disponible sur UNIX, dont la syntaxe est :
```
:g/
re
/p
```

Cette commande signifie : « rechercher globalement les correspondances avec l'expression rationnelle (en anglais, regular expression), et imprimer (print) les lignes dans lesquelles elle correspond ». Par défaut, grep se comporte très exactement comme cette commande. Toutefois, de nombreuses options en ligne de commande permettent de changer son comportement.

## Caractéristiques techniques
Le comportement habituel de grep est de recevoir une expression rationnelle en argument, de lire les données sur l'entrée standard ou dans une liste de fichiers, et d'écrire les lignes qui contiennent des correspondances avec l'expression rationnelle sur la sortie standard.
Par exemple, grep permet de chercher les lignes contenant le nom Durand dans un fichier de contacts téléphoniques :
```
$
 
grep
 
Durand
 
ListeNuméros.txt

```

ne renverra que les lignes contenant Durand :
```
 
Guénolé
 
Durand,
 
0723237694

 
Bernard
 
Durand,
 
0966324355

```

grep est un filtre, ce qui lui permet d'être combiné avec d'autres commandes, sous la forme d'un pipeline.
Ses performances et sa facilité d'emploi en font un outil adapté pour rechercher efficacement des chaînes dans une arborescence complexe de fichiers. Il est par exemple utilisé pour trouver toutes les occurrences du nom d'une fonction dans le code source d'un programme ou de chaînes dans des fichiers de configuration. Malgré la présence de fonctionnalités similaires dans de nombreux programmes, comme Emacs ou vi, de nombreux utilisateurs préfèrent utiliser directement grep, même lorsqu'ils sont en train d'utiliser ces programmes.
La commande grep est limitée à certains aspects des caractères. Par exemple, elle ne permet pas de faire des recherches dans des fichiers encodés en UTF-16. Les recherches sont cependant possibles si le fichier a préalablement été converti au format UTF-8. La prise en charge du format UTF-8 ne se fait cependant qu'en considérant chaque caractère comme une séquence d'octets.

## Variantes
Il existe de nombreux dérivés de grep. Parmi eux :
- agrep, pour approximate grep, c'est-à-dire grep approximatif, qui facilite la recherche de chaînes approchées ;
- fgrep, (équivalent à grep -F) pour des recherches de texte brut (sans expressions régulières)[2] ;
- egrep, (équivalent à grep -E) pour les recherches nécessitant une syntaxe d'expressions rationnelles plus sophistiquée (expressions rationnelles étendues)[2] ;
- rgrep, (équivalent à grep -r) pour une recherche dans tous les fichiers d'un répertoire récursivement[2] ;
- zgrep, pour une recherche dans un ou des fichiers compressés ;
- tcgrep, (semblable à mais différent de grep -P)[3] qui est une réécriture de grep et qui utilise les expressions rationnelles de Perl.

A noter que grep egrep fgrep et rgrep étaient distribuées en plusieurs fichiers binaires séparées sur certaines versions d'Unix, c'est pourquoi elles sont encore souvent accessibles. Mais en réalité, elles ont aujourd'hui exactement les mêmes effets que les différentes options de grep.
La plupart de ces variantes de grep ont été portées sur de nombreux systèmes d'exploitation. On parle alors d'implémentation moderne de grep.
De nombreuses autres commandes contiennent le mot « grep ». Par exemple, l'utilitaire pgrep affiche le numéro des processus dont le nom correspond à l'expression rationnelle.

## Implémentations
- GNU grep
- OpenBSD grep
- QNX grep sur QNX4
- IRIX grep sur IRIX 6.5
- NeXT grep
- Solaris grep
- HP-UX grep

### GNU grep
GNU grep est l'implémentation de la commande UNIX grep par le projet GNU lancé par Richard Stallman dans les années 1980 . C'est un logiciel libre distribué selon les termes de la licence publique générale GNU.
La commande grep est initialement écrite pour UNIX par Ken Thompson. Dans le cadre du projet GNU, Mike Haerkal, implémentera grep en logiciel libre avant la fin des années 1980 .
L'implémentation grep du projet GNU est aujourd'hui largement utilisée, par les systèmes Linux, FreeBSD, mais aussi Mac OS X.

## Utilisation dans la langue courante
En tant qu'acronyme, « grep » est un mot prononçable, en français comme en anglais. Les utilisateurs anglophones de grep utilisent souvent son nom comme un verbe, qui signifie « chercher quelque chose dans un fichier », comme on le ferait avec l'utilitaire grep. L'objet direct désigne alors les fichiers dans lesquels il faut chercher : « Kibo grepped his Usenet spool for his name. » (qui signifie : « Kibo a recherché son nom dans son spool Usenet. »). En français, le mot est plus rarement utilisé comme un verbe du premier groupe : « greppe les logs pour voir si le serveur a reçu ta demande. »
Par extension, le mot « grep » est aussi devenu un synonyme des expressions rationnelles elles-mêmes. De nombreux éditeurs ou traitements de texte proposent aujourd'hui des fonctionnalités de recherche à l'aide d'expressions rationnelles, qu'ils désignent souvent par « outil grep » ou « mode grep », dans lequel des motifs grep peuvent être saisis. Cette imprécision est source de confusion, en particulier dans les environnements non-UNIX.

## Équivalents

### Équivalent de grep sous Windows: la commandefindstr
La commande findstr de Windows est en fait un QGrep, un GREP adapté à windows. Il prend en charge les expressions régulières mais sa syntaxe diffère légèrement de grep.
Pour disposer du même grep sous Windows, il faut soit installer cygwin ou plus simplement le grep du projet GnuWin32. On peut également trouver une version adaptée sur le site de Tim Charron (voir les liens externes plus bas).

### Équivalent de grep sous IOS: la commandeinclude
La commande include de Cisco IOS réalise les fonctions les plus basiques de grep. Par exemple, la commande show running-config | include 192.168.1.1 affichera les lignes de la configuration active qui contiennent l'adresse 192.168.1.1.

### Ack, grep pour programmeurs
ack, écrit en Perl, est un logiciel défini comme « ack, mieux que grep, un outil de recherche puissant pour programmeurs » :
- Il ignore les fichiers inutiles, tels les fichiers des logiciels de gestion de versions ou les fichiers de sauvegarde des éditeurs de texte ;
- L'utilisation en ligne de commande est plus courte comparée à celle de grep ;
- On peut utiliser les expressions régulières de Perl, moins limitées que celles de grep.